# Little Cranberry Lake (Halifax)
Little Cranberry Lake är en sjö i Kanada.   Den ligger i provinsen Nova Scotia, i den östra delen av landet, 1 000 km öster om huvudstaden Ottawa. Little Cranberry Lake ligger 43 meter över havet. Den ligger vid sjön Stave Hill Lake.